# Gällsjön (Ödskölts socken, Dalsland)
Gällsjön är en sjö i Bengtsfors kommun och Melleruds kommun i Dalsland och ingår i Göta älvs huvudavrinningsområde. Sjön är 23,5 meter djup, har en yta på 1,3 kvadratkilometer och är belägen 189,5 meter över havet. Sjön avvattnas av vattendraget Krokån (Teåkersälven).

## Delavrinningsområde
Gällsjön ingår i det delavrinningsområde (653128-129619) som SMHI kallar för Utloppet av Gällsjön. Medelhöjden är 204 meter över havet och ytan är 7,13 kvadratkilometer. Det finns inga avrinningsområden uppströms utan avrinningsområdet är högsta punkten. Krokån (Teåkersälven) som avvattnar avrinningsområdet har biflödesordning 3, vilket innebär att vattnet flödar genom totalt 3 vattendrag innan det når havet efter 195 kilometer. Avrinningsområdet består mestadels av skog (77 procent). Avrinningsområdet har 1,29 kvadratkilometer vattenytor vilket ger det en sjöprocent på 18,1 procent.